# Bražná
Bražná (německy Braschna) je vesnice, část obce Svatý Jan v okrese Příbram ve Středočeském kraji. V roce 2011 zde trvale žilo padesát obyvatel.

## Název
Název Bražná je odvozen ze staročeského slova brah ve významu kupa, stoh. V historických pramenech se jméno vesnice objevuje ve tvarech Brasne (1341), de Brazne (1382) a Brazna (1654).

## Historie
Vesnice Bražná vznikla poblíž horního města Krásná Hora jako vesnice horníků, hledajících pro české krále ve zdejším skalnatém podloží zlatonosnou rudu. První písemná zmínka o Bražné je sice až z roku 1341, ale ves existovala jistě o něco dříve a patřila Elišce Přemyslovně. V oné listině krále Jana Lucemburského, která vznikla po smrti Elišky Přemyslovny 18. března 1341, se potvrzuje příslušnost Bražné ke Krásné Hoře slovy: „...nadto chceme, aby všecky dědictví a zvláště dvůr Bražná řečený, s poli, lukami, háji, lesy, vrchy, rybníky a potoky i všemi ostatními věcmi, které jindy k tomu řečenému místu náležely, jemu /totiž městu Krásné Hoře/ napotom vždy patřily i na věčné časy...“

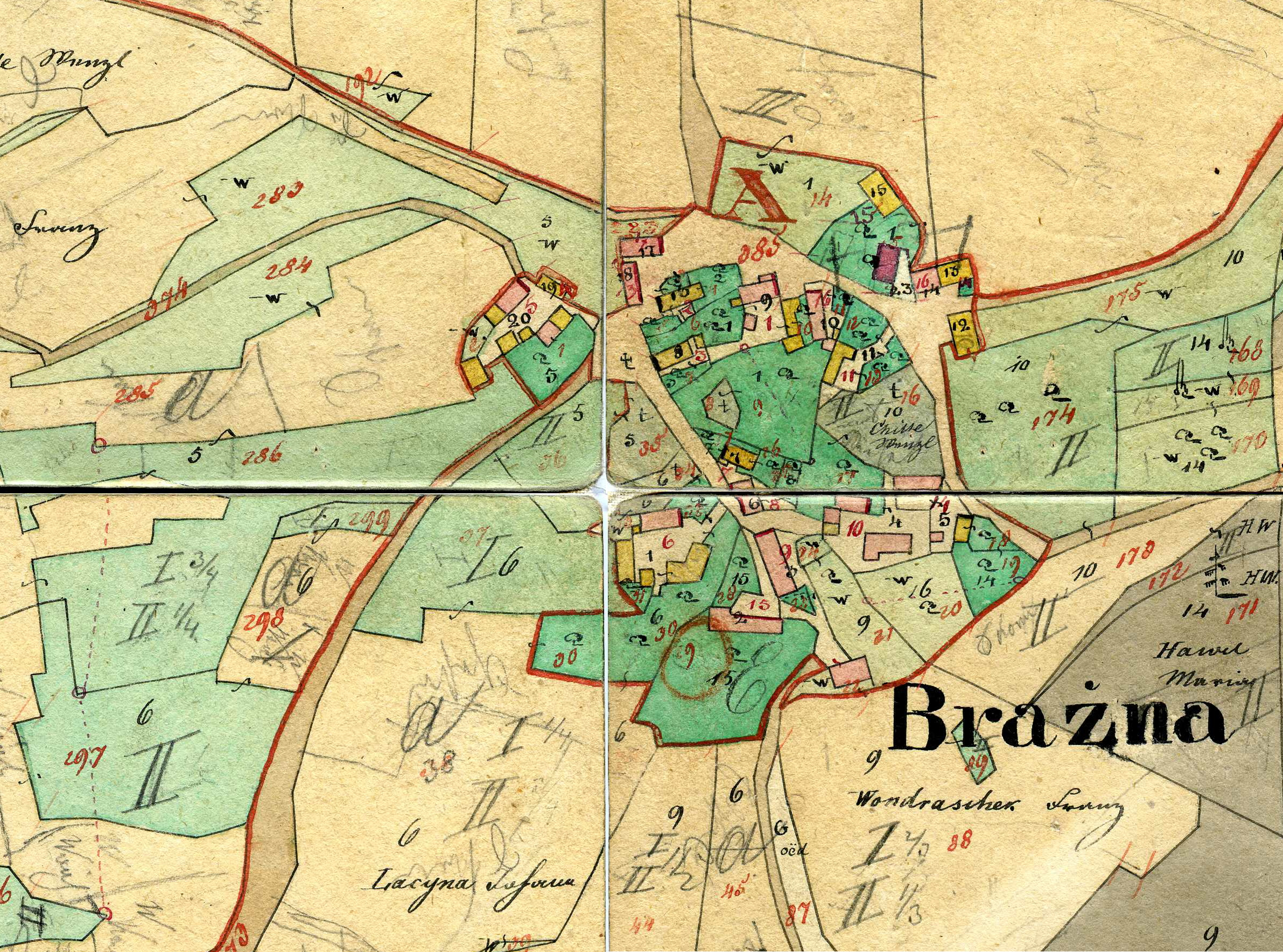
Nejstarší katastrální mapa Bražné z roku 1839 (intravilán): Domy a budovy zakreslené žlutě jsou ze dřeva, zděné a kamenné stavby jsou zakresleny červeně. Na rukopisné mapě jsou první mladší opravy do období cca 1860-1865 (první reklamace, na jejichž základě vznikly tzv. reambulované mapy).

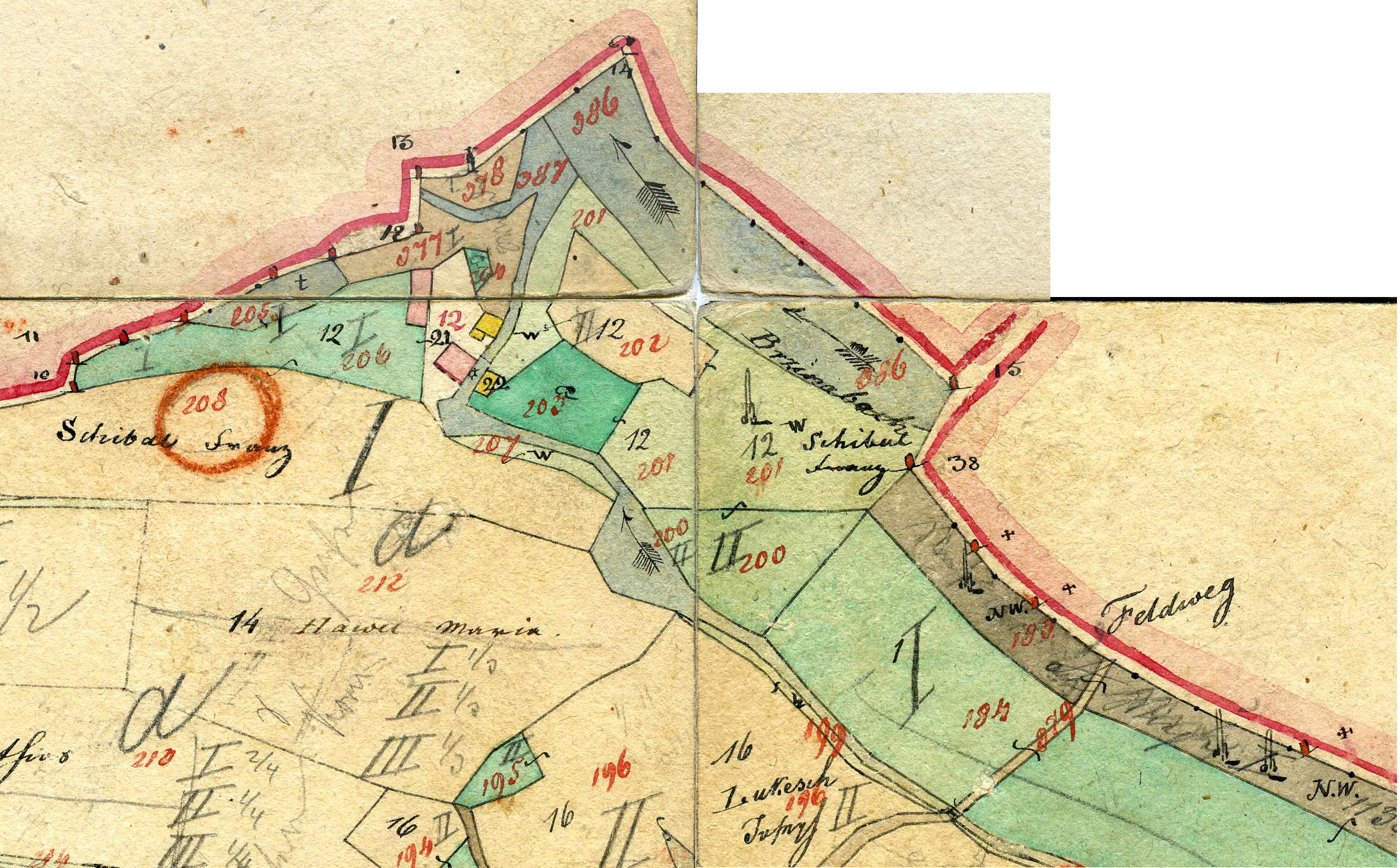
Detail nejstarší katastrální mapy Bražné z roku 1839 s Chadimovým mlýnem

Po Janově smrti krásnohorští havíři požádali o potvrzení svých výsad Karla IV., který jim vyhověl v roce 1351 listinou, kde se píše: „...též přidáváme a zřejmě vyjadřujeme, že dvůr Bražná se vším příslušenstvím jmenované Hoře napotom po všecky časy náležeti má. Mimo to zvláštní milost udělujeme, aby Krásnohorští i držitelé dvoru Bražné nebyli povolávání ani k župnímu, ani k žádnému jinému soudu, leč jen před přísežným soudcem krásnohorským byli povinni se odpovídati.“ Tato práva pak obnovil Václav IV., Jiří z Poděbrad a Vladislav II. v roce 1479, který přidal: „...Krásnohorští mají právo loviti a lapati zvěř na pozemcích braženských“. Toto pak opět potvrdil 1538 Ferdinand I.
Od roku 1576 patřila Krásná Hora i Bražná až do poloviny 19. století k panství Vysoký Chlumec. Církevně osada spadala a dodnes přísluší pod farnost Krásná Hora. Kolem dvora (a později od 15. století i ovčína a pivovaru) vznikla malá vesnice. Není známo, kdy přesně starý dvůr zanikl, ale stalo se tak nejspíše ve druhé polovině 18. století, kdy bylo panství chlumecké zadluženo a některé odlehlejší dvory musely být prodány. Ze zrušeného dvora vznikla hospodářství Havlovo, Lacinovo, Novotného, Kolářovo, Holubovo, Votlučkovo a Záhonského. Některá využila bývalá stavení pivovaru, špejcharu, ovčína a obydlí šafářova. Lesy zůstaly při panství chlumeckém.
Zajímavé je, že vesnice nezažila (asi pro svou odlehlost) větších škod za třicetileté války ani později, a řada selských rodů se v ní nepřetržitě udržela až do 20. století.
V Berní rule kraje Vltavského z roku 1654 je jmenovitě zachyceno šest zdejších sedláků: Voršila Chybová, Jan Sejpal, Havel Holub, Jan Votočka, Jakub Sedlák a Jan Chadima. Poslední jmenovaný Chadima měl „mlejn vlastní o 2 kolách“ na potoce Brzině. Tento mlýn existuje jako samota poblíž obce dodnes, i se zachovaným náhonem, a dodnes se mu říká Chadimův mlýn.

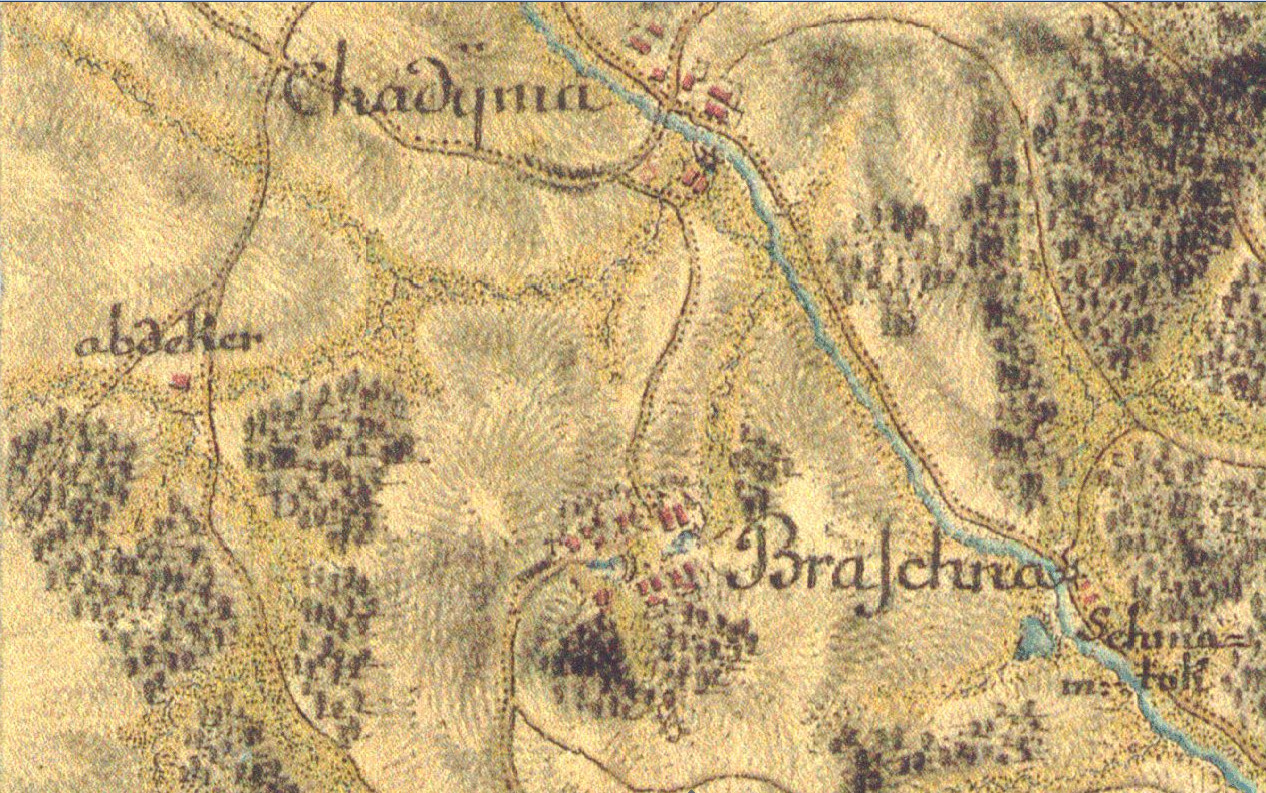
Detail sekce josefinského vojenského mapování – Bražná kolem roku 1780

V roce 1787 v Josefském katastru jsou uvedeni tito majitelé domů a gruntů: František Sedlák, Matěj Sedlák, Pavel Sejpal, (neuvedeno), František Kolář, Pavel Sedlák a obecní chalupy, Jan Votlučka a Pavel Chýle. Pod staveními č. 10 a 5 (Pavel Chýle a František Kolář) byly dva rybníčky. I dnes jsou v obci celkem tři malé rybníčky. Mlýn pod obcí je v této fázi Josefského katastru rovněž zmiňován jako Chadimův.

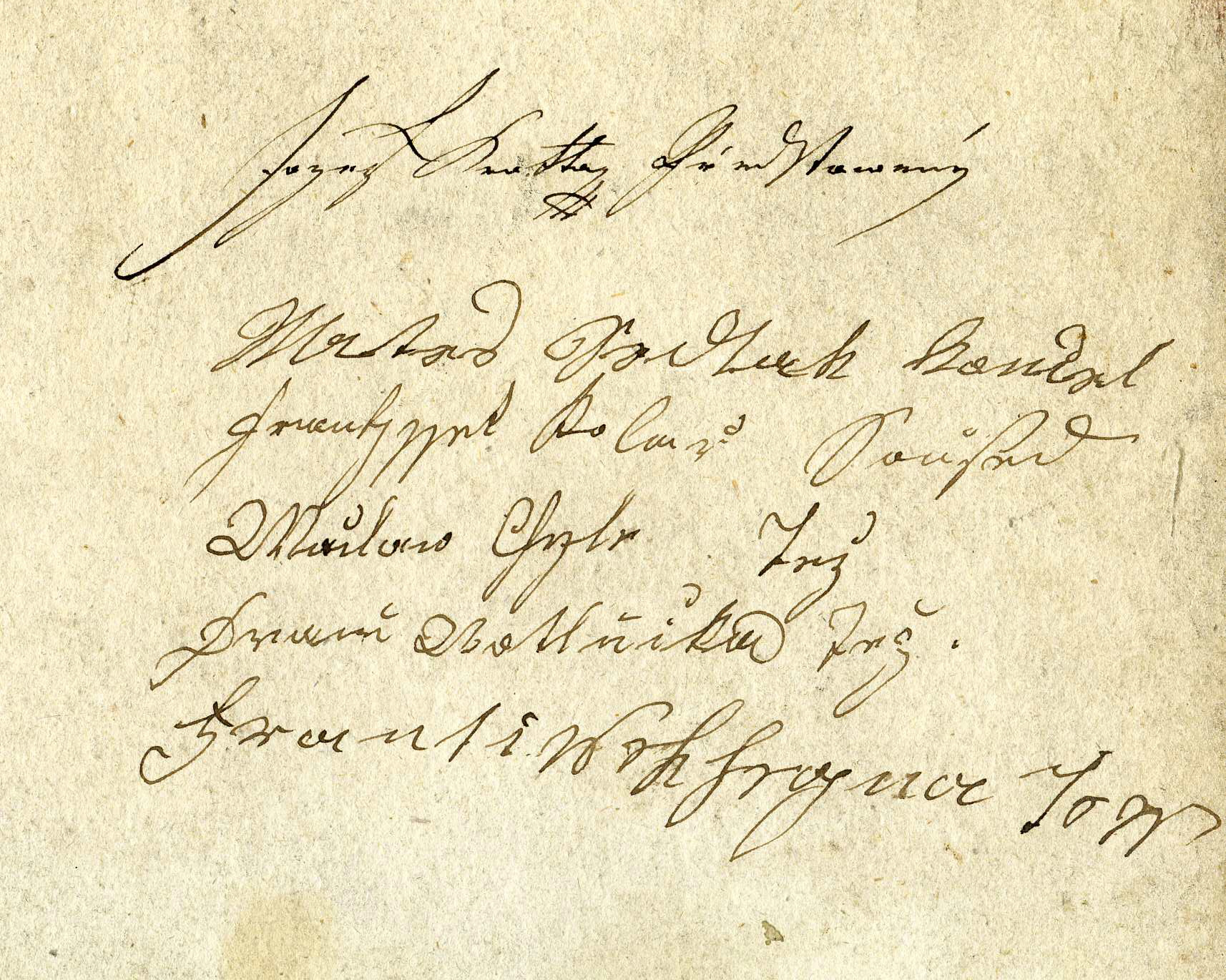
Podpisy sousedů z Bražné z roku 1839 z indikační skici

V roce 1839 byla zhotovena první katastrální mapa obce a sepsán tzv. Stabilní katastr. V tomto soupisu jsou uvedeni pod sedmnácti čísly popisnými tito majitelé: Matěj Sedlák (sedlák), Bartoloměj Pšenička (domkář), Václav Beneš (domkář), František Kolář (domkář), František Kolář (sedlák), Jan Lacina (sedlák), obecní dům, František Hejna (domkář), František Vondráček (sedlák), Václav Chýle (sedlák), Jan Krejčí (domkář), František Šibal /nebo Schejbal?/ (sedlák), Rosalie Kalivodová (domkářka), Marie Havlová (sedlák), František Votlučka (sedlák), Josef Lukeš (sedlák) a Josef Vondráček (domkář). Z nich tito stvrdili 7. srpna 1839 svými podpisy správnost nové katastrální mapy (při přepisu respektovány zvláštnosti tehdejšího pravopisu): „Mates Sedlak končel, František Kolař saused, Waclav Chyle tež, Franc Wotlučka tež, František hejna teš“. Nad těmito podpisy sousedů z Bražné je podpis představeného vyměřovací komise Josefa Krotta a jinde na téže mapě podpis Wenzla Johna, politického komisaře pro celé panství Vysoký Chlumec. Mapa je uložena v Národním archivu.
18. března 1931 stihl Bražnou veliký požár, při němž shořely čtyři stodoly a dvě obytná stavení, zároveň byly zničeny staré osadní spisy. K původnímu katastru Bražné byl v roce 1935 přidělen z katastru krásnohorského les Brtevník. Ve 40. letech 20. století měla Bražná i svou vlastní obecní knihovnu s 86 svazky a kroniku, založenou hned po oddělení od obce svatojanské. Knihovníkem byl Josef Novotný a starostou a kronikářem Josef Sedlák. Tehdy v obci byly tyto živnosti: hostinec, trafika, truhlář, obuvník a mlynář. K osadě patřil mlýn s pilou, tehdy Jarolíma Fialy (zvaný U Chadimů, čp. 2).
V obci Bražná (přísl. Tisovnice, 180 obyvatel, samostatná obec se později stala součástí Svatého Jána) byly v roce 1932 evidovány tyto živnosti a obchody: hostinec, mlýn, obuvník, pila, 3 rolníci, trafika, truhlář.

## Obyvatelstvo
Podle sčítání obyvatel z roku 2001 zde bylo 19 domů, z toho trvale obydlených 12 a 5 sloužících k rekreaci a žilo zde trvale 40 obyvatel (v roce 1991 to bylo 39 obyvatel a 13 domů). Další část obyvatelstva tedy tvoří chalupáři, většinou z Prahy. V minulosti ovšem měla vesnice více obydlených domů i obyvatel, v roce 1920 19 čísel a 105 obyvatel, dále se například v Kotyškově lexikonu z roku 1895 udává 18 domů a 148 (českých) obyvatel.
V polovině 19. století zde bylo 17 domů a 86 obyvatel (podle Palackého Popisu Království českého z roku 1848). Ještě předtím se k roku 1805 udává 16 čísel (7 z bývalého dvora) se 107 obyvateli, 1843 17 čísel se 142 obyvateli.
| Rok            | 1869 | 1880 | 1890 | 1900 | 1910 | 1921 | 1930 | 1950 | 1961 | 1970 | 1980 | 1991 | 2001 | 2011 | 2021 |
| -------------- | ---- | ---- | ---- | ---- | ---- | ---- | ---- | ---- | ---- | ---- | ---- | ---- | ---- | ---- | ---- |
| Počet obyvatel | 144  | 146  | 152  | 138  | 102  | 127  | 113  | 72   | 55   | 65   | 53   | 39   | 40   | 50   | 46   |
| Počet domů     | 18   | 19   | 18   | 19   | 19   | 19   | 17   | 18   | 18   | 17   | 16   | 17   | 19   | 19   | 19   |

## Obecní správa
Při sčítání lidu v letech 1850–1920 Bražná byla osadou obce Svatý Jan v okrese Sedlčany. V letech 1921–1960 byla samostatnou obcí, se kterým patřila nejprve do okresu Sedlčany, ale od roku 1960 v okrese Příbram. Od 1. července 1960 je opět částí obce Svatý Jan v okrese Příbram.

## Pamětihodnosti

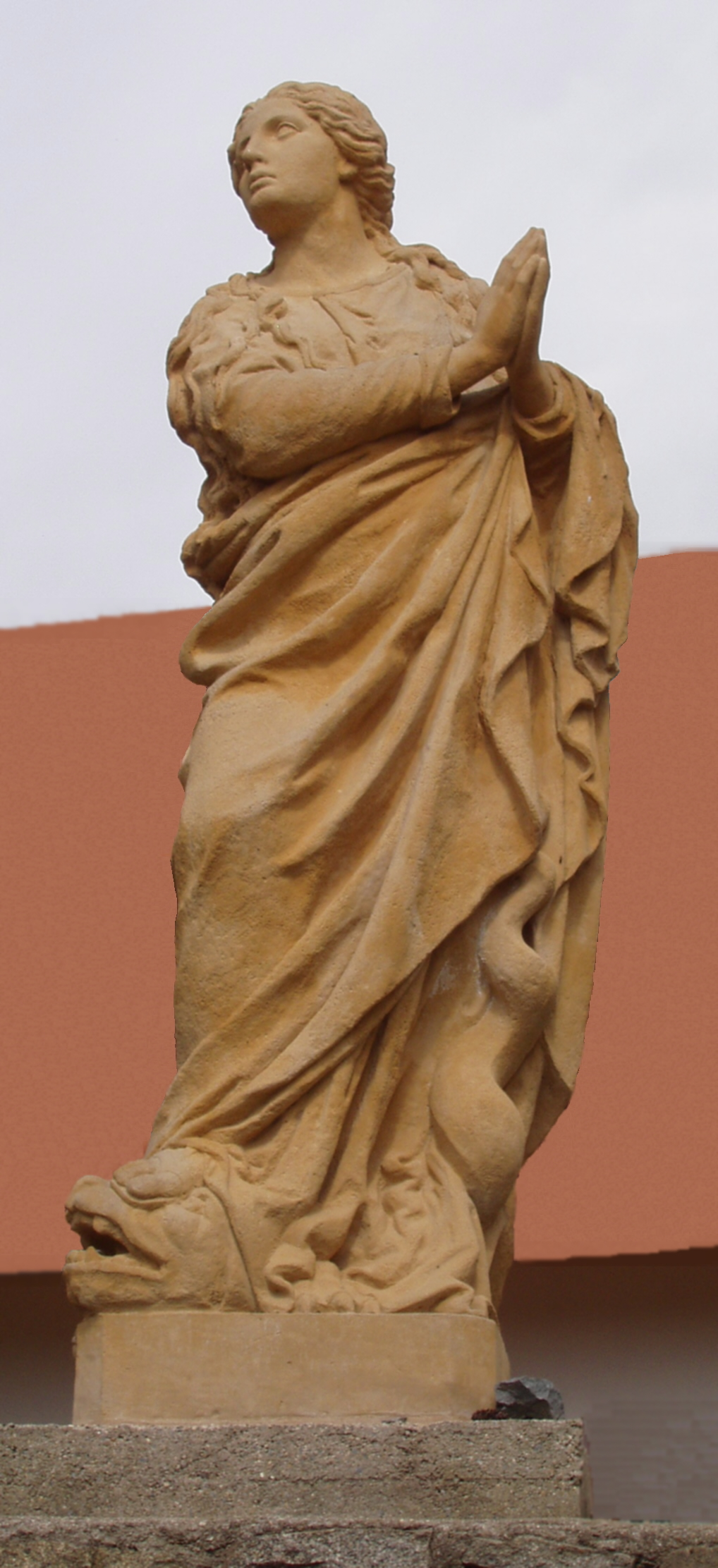
Socha Panny Marie v Bražné (kopie sochy J. Bendla)

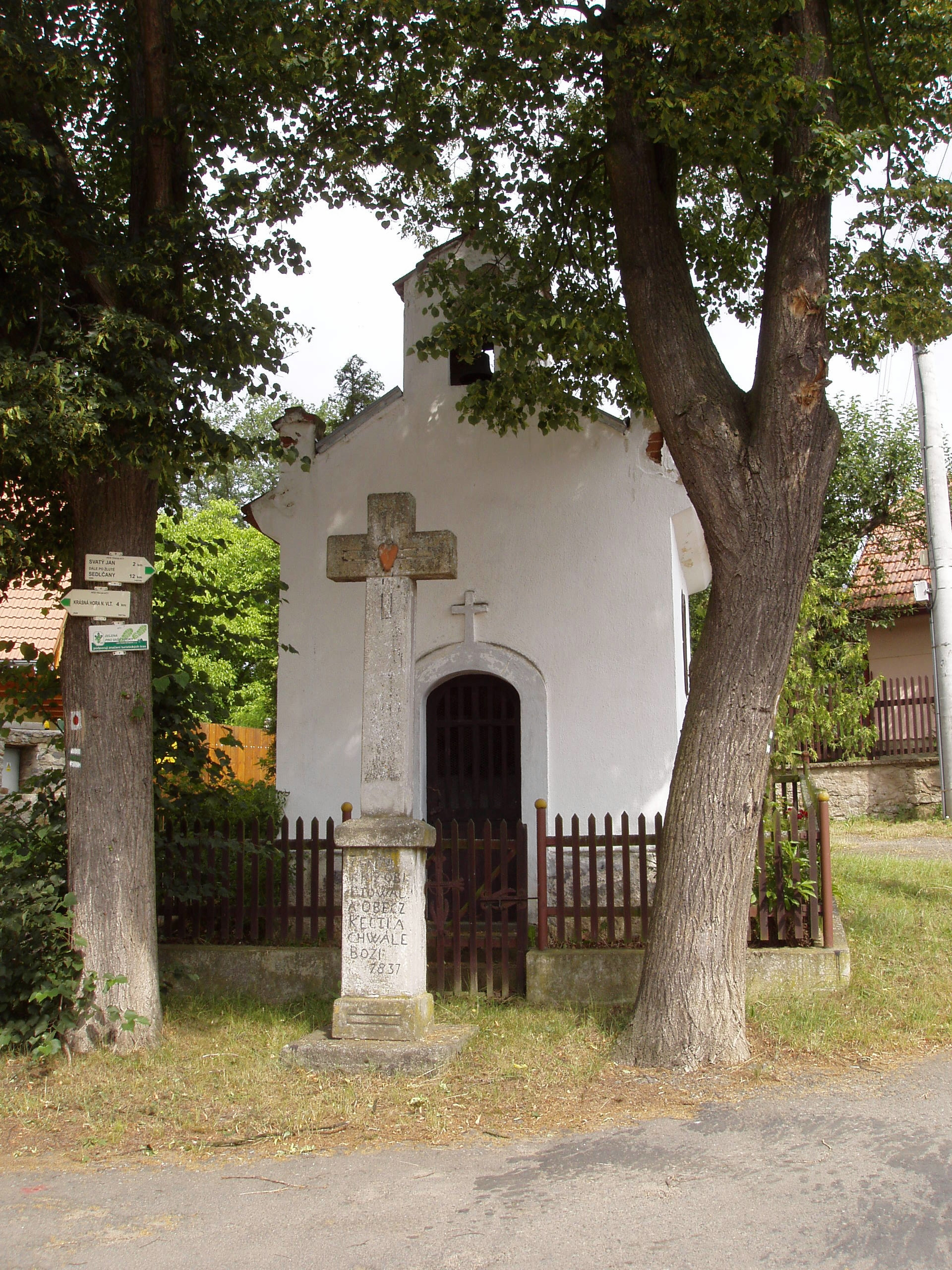
Kaplička a kamenný křížek v Bražné

- Kaple svatého Jana Nepomuckého a Panny Marie s kamenným křížem (Bražná)
- Socha Panny Marie Immaculaty v Bražné
- Gotický špejchar ze začátku 15. století, pozůstatek středověkého statku
- Židovský hřbitov u Radobylu

## Rodáci
Ze statku „U Lacinů“ (čp. 6) pocházel kněz a premonstrát Antonín Lacina (5. srpna 1889, Bražná – 28. května 1941, Dachau). byl provisorem a inspektorem strahovských velkostatků. 
Z Bražné (čp. 10) pocházel Pavel Chýle, ředitel gymnasia a básník. Narodil se 6. ledna 1800, zemřel v Německém (nyní Havlíčkově) Brodě 28. července 1886.

## Pověsti
Krajina u Sedlčan a kolem potoka Brziny prý patřila do dědictví kněžny Kazi, nejstarší dcery Krokovy, která se tu prý ráda zdržovala. Když pak zemřela, pochovali ji někde vysoko nad břehem potoka Brziny.
Lidové etymologie pomístních jmen z okolí zmiňuje Čeněk Habart:
„Za dávných dob byla zlá vojna. Tehdy mnoho vojska šlo přes okolní města a vesnice. V místě, kde stojí nyní dvůr Radobyl, se radili, kudy mají táhnouti dále. Proto se tam říká Radobyl. Dále cestou u nynější vsi Dražkova se prý vojáci dráždili, z čehož povstalo jméno Dražkov; část vojáků se skryla v lese a tak vzniklo jméno Skrýšov. V blízkém dvoře jedli svou menáž a tak i ten dvorec nese jméno Jedle. Posilněni, na cestě přepadli bezbranné obyvatelstvo a u Bražné je vraždili. Ze jména „Vražná“ vzniklo prý dnešní Bražná. Dále pak přišli vojáci do velikého lesa habrového, posledního místa v okolí, kde se zdržovali. A vesnice Hrabří či Habří podržela své jméno od tohoto habrového lesa.“